# Cyclassics Hamburg 2023
Cyclassics Hamburg 2023, oficjalnie BEMER Cyclassics Hamburg 2023 – 26. edycja wyścigu kolarskiego Cyclassics Hamburg, która odbyła się 20 sierpnia 2023 na liczącej 204 kilometrów trasie wokół Hamburga. Impreza kategorii 1.UWT była częścią UCI World Tour 2023.

## Uczestnicy

### Drużyny
| WorldTeams (18)- AG2R Citroën Team - Alpecin-Deceuninck - Astana Qazaqstan Team - Bahrain Victorious - Bora-Hansgrohe - Cofidis - EF Education-EasyPost - Groupama-FDJ - Ineos Grenadiers - Intermarché-Circus-Wanty - Jumbo-Visma - Lidl-Trek - Movistar Team - Soudal Quick-Step - Arkéa-Samsic - Team DSM-Firmenich - Team Jayco AlUla - UAE Team Emirates ProTeams (3)- Israel-Premier Tech - Lotto Dstny - TotalEnergies |
| |

### Lista startowa
| Bora-Hansgrohe BOH                  | Bora-Hansgrohe BOH          | Bora-Hansgrohe BOH |
| ----------------------------------- | --------------------------- | ------------------ |
| Nr                                  | Kolarz                      | Miejsce            |
| 1                                   | Marco Haller (AUT)          | 56.                |
| 2                                   | Patrick Gamper (AUT)        | 68.                |
| 3                                   | Maximilian Schachmann (GER) | 92.                |
| 4                                   | Ryan Mullen (IRL)           | 137.               |
| 5                                   | Nils Politt (GER)           | 8.                 |
| 6                                   | Danny van Poppel (NED)      | 2.                 |
| 7                                   | Sam Bennett (IRL)           | DNF                |
| Dyrektor sportowy : Christian Pömer |                             |                    |

| AG2R Citroën Team ACT                | AG2R Citroën Team ACT   | AG2R Citroën Team ACT |
| ------------------------------------ | ----------------------- | --------------------- |
| Nr                                   | Kolarz                  | Miejsce               |
| 11                                   | Stan Dewulf (BEL)       | 46.                   |
| 12                                   | Pierre Gautherat (FRA)  | 24.                   |
| 13                                   | Lawrence Naesen (BEL)   | 32.                   |
| 14                                   | Oliver Naesen (BEL)     | 65.                   |
| 15                                   | Antoine Raugel (FRA)    | 89.                   |
| 16                                   | Bastien Tronchon (FRA)  | 123.                  |
| 17                                   | Greg Van Avermaet (BEL) | 45.                   |
| Dyrektor sportowy : Artūras Kasputis |                         |                       |

| Alpecin-Deceuninck ADC          | Alpecin-Deceuninck ADC      | Alpecin-Deceuninck ADC |
| ------------------------------- | --------------------------- | ---------------------- |
| Nr                              | Kolarz                      | Miejsce                |
| 21                              | Quinten Hermans (BEL)       | 55.                    |
| 22                              | Fabio Van den Bossche (BEL) | 49.                    |
| 23                              | Ramon Sinkeldam (NED)       | 83.                    |
| 24                              | Kristian Sbaragli (ITA)     | 26.                    |
| 25                              | Oscar Riesebeek (NED)       | 52.                    |
| 26                              | Alexander Krieger (GER)     | 136.                   |
| 27                              | Michael Gogl (AUT)          | 41.                    |
| Dyrektor sportowy : Bart Leysen |                             |                        |

| Astana Qazaqstan Team AST             | Astana Qazaqstan Team AST    | Astana Qazaqstan Team AST |
| ------------------------------------- | ---------------------------- | ------------------------- |
| Nr                                    | Kolarz                       | Miejsce                   |
| 31                                    | Cees Bol (NED)               | 22.                       |
| 32                                    | Leonardo Basso (ITA)         | 130.                      |
| 33                                    | Dmitrij Gruzdiew (KAZ)       | 86.                       |
| 34                                    | Jewgienij Gidicz (KAZ)       | 118.                      |
| 35                                    | Davide Martinelli (ITA)      | 90.                       |
| 36                                    | Simone Velasco (ITA) (szosa) | 40.                       |
| 37                                    | Gleb Syrica                  | 81.                       |
| Dyrektor sportowy : Aleksandr Szefier |                              |                           |

| Bahrain Victorious TBV               | Bahrain Victorious TBV | Bahrain Victorious TBV |
| ------------------------------------ | ---------------------- | ---------------------- |
| Nr                                   | Kolarz                 | Miejsce                |
| 41                                   | Yukiya Arashiro (JPN)  | 37.                    |
| 42                                   | Nikias Arndt (GER)     | 25.                    |
| 43                                   | Nicolo Buratti (ITA)   | 50.                    |
| 44                                   | Matevž Govekar (SLO)   | 34.                    |
| 45                                   | Jonathan Milan (ITA)   | 113.                   |
| 46                                   | Andrea Pasqualon (ITA) | 48.                    |
| 47                                   | Cameron Scott (AUS)    | 125.                   |
| Dyrektor sportowy : Enrico Poitschke |                        |                        |

| Cofidis COF                         | Cofidis COF              | Cofidis COF |
| ----------------------------------- | ------------------------ | ----------- |
| Nr                                  | Kolarz                   | Miejsce     |
| 51                                  | Max Walscheid (GER)      | 85.         |
| 52                                  | André Carvalho (POR)     | 108.        |
| 53                                  | Davide Cimolai (ITA)     | 78.         |
| 55                                  | Alexandre Delettre (FRA) | 36.         |
| 56                                  | Eddy Finé (FRA)          | 109.        |
| 57                                  | Harrison Wood (GBR)      | 75.         |
| Dyrektor sportowy : Roberto Damiani |                          |             |

| EF Education-EasyPost EFE         | EF Education-EasyPost EFE | EF Education-EasyPost EFE |
| --------------------------------- | ------------------------- | ------------------------- |
| Nr                                | Kolarz                    | Miejsce                   |
| 61                                | Alberto Bettiol (ITA)     | 35.                       |
| 62                                | Owain Doull (GBR)         | 18.                       |
| 63                                | Mark Padun (UKR)          | DNF                       |
| 64                                | Jonas Rutsch (GER)        | 42.                       |
| 65                                | James Shaw (GBR)          | 116.                      |
| 66                                | Julius van den Berg (NED) | 33.                       |
| 67                                | Łukasz Wiśniowski (POL)   | 66.                       |
| Dyrektor sportowy : Andreas Klier |                           |                           |

| Groupama-FDJ GFC                    | Groupama-FDJ GFC          | Groupama-FDJ GFC |
| ----------------------------------- | ------------------------- | ---------------- |
| Nr                                  | Kolarz                    | Miejsce          |
| 71                                  | Ignatas Konovalovas (LTU) | 104.             |
| 72                                  | Olivier Le Gac (FRA)      | 102.             |
| 73                                  | Laurence Pithie (NZL)     | 5.               |
| 74                                  | Miles Scotson (AUS)       | 106.             |
| 75                                  | Jake Stewart (GBR)        | 20.              |
| 76                                  | Lars van den Berg (NED)   | 54.              |
| 77                                  | Bram Welten (NED)         | 43.              |
| Dyrektor sportowy : Jussi Veikkanen |                           |                  |

| Ineos Grenadiers IGD               | Ineos Grenadiers IGD   | Ineos Grenadiers IGD |
| ---------------------------------- | ---------------------- | -------------------- |
| Nr                                 | Kolarz                 | Miejsce              |
| 81                                 | Ethan Hayter (GBR)     | 67.                  |
| 82                                 | Luke Rowe (GBR)        | 117.                 |
| 83                                 | Salvatore Puccio (ITA) | 107.                 |
| 84                                 | Connor Swift (GBR)     | 60.                  |
| 85                                 | Joshua Tarling (GBR)   | 99.                  |
| 86                                 | Elia Viviani (ITA)     | 3.                   |
| 87                                 | Cameron Wurf (AUS)     | 133.                 |
| Dyrektor sportowy : Oliver Cookson |                        |                      |

| Intermarché-Circus-Wanty ICW       | Intermarché-Circus-Wanty ICW | Intermarché-Circus-Wanty ICW |
| ---------------------------------- | ---------------------------- | ---------------------------- |
| Nr                                 | Kolarz                       | Miejsce                      |
| 91                                 | Julius Johansen (DEN)        | 94.                          |
| 92                                 | Arne Marit (BEL)             | 21.                          |
| 93                                 | Madis Mihkels (EST)          | 13.                          |
| 94                                 | Adrien Petit (FRA)           | 96.                          |
| 95                                 | Baptiste Planckaert (BEL)    | 87.                          |
| 96                                 | Loïc Vliegen (BEL)           | DNF                          |
| 97                                 | Georg Zimmermann (GER)       | 47.                          |
| Dyrektor sportowy : Steven De Neef |                              |                              |

| Jumbo-Visma TJV                   | Jumbo-Visma TJV          | Jumbo-Visma TJV |
| --------------------------------- | ------------------------ | --------------- |
| Nr                                | Kolarz                   | Miejsce         |
| 101                               | Mick van Dijke (NED)     | 77.             |
| 102                               | Timo Roosen (NED)        | 110.            |
| 103                               | Tim van Dijke (NED)      | 39.             |
| 104                               | Jos van Emden (NED)      | DNF             |
| 105                               | Lennard Hofstede (NED)   | DNF             |
| 106                               | Olav Kooij (NED)         | 16.             |
| 107                               | Tosh Van der Sande (BEL) | 76.             |
| Dyrektor sportowy : Robert Wagner |                          |                 |

| Lidl-Trek LTK                    | Lidl-Trek LTK               | Lidl-Trek LTK |
| -------------------------------- | --------------------------- | ------------- |
| Nr                               | Kolarz                      | Miejsce       |
| 111                              | Dario Cataldo (ITA)         | DNF           |
| 112                              | Daan Hoole (NED)            | 70.           |
| 113                              | Alex Kirsch (LUX) (szosa)   | 101.          |
| 114                              | Emīls Liepiņš (LAT) (szosa) | 80.           |
| 115                              | Mads Pedersen (DEN)         | 1.            |
| 116                              | Toms Skujiņš (LAT)          | 30.           |
| 117                              | Mathias Vacek (CZE) (szosa) | 59.           |
| Dyrektor sportowy : Kim Andersen |                             |               |

| Movistar Team MOV                       | Movistar Team MOV               | Movistar Team MOV |
| --------------------------------------- | ------------------------------- | ----------------- |
| Nr                                      | Kolarz                          | Miejsce           |
| 121                                     | Alex Aranburu (ESP)             | 19.               |
| 122                                     | Albert Torres (ESP)             | 98.               |
| 123                                     | Juri Hollmann (GER)             | 97.               |
| 124                                     | Max Kanter (GER)                | 9.                |
| 125                                     | Gregor Mühlberger (AUT) (szosa) | 58.               |
| 126                                     | Sergio Samitier (ESP)           | 132.              |
| 127                                     | Abner González (PUR)            | 100.              |
| Dyrektor sportowy : Maximilian Sciandri |                                 |                   |

| Soudal Quick-Step SOQ                | Soudal Quick-Step SOQ    | Soudal Quick-Step SOQ |
| ------------------------------------ | ------------------------ | --------------------- |
| Nr                                   | Kolarz                   | Miejsce               |
| 131                                  | Tim Declercq (BEL)       | 88.                   |
| 132                                  | Yves Lampaert (BEL)      | 6.                    |
| 133                                  | Tim Merlier (BEL)        | 95.                   |
| 134                                  | Florian Sénéchal (FRA)   | 11.                   |
| 135                                  | Bert Van Lerberghe (BEL) | 57.                   |
| 136                                  | Stan Van Tricht (BEL)    | 61.                   |
| 137                                  | Ethan Vernon (GBR)       | 15.                   |
| Dyrektor sportowy : Wilfried Peeters |                          |                       |

| Arkéa-Samsic ARK              | Arkéa-Samsic ARK        | Arkéa-Samsic ARK |
| ----------------------------- | ----------------------- | ---------------- |
| Nr                            | Kolarz                  | Miejsce          |
| 141                           | Clément Russo (FRA)     | 103.             |
| 142                           | Anthony Delaplace (FRA) | 53.              |
| 143                           | Matis Louvel (FRA)      | 127.             |
| 144                           | Daniel McLay (GBR)      | 129.             |
| 145                           | Arnaud Démare (FRA)     | 4.               |
| 146                           | Łukasz Owsian (POL)     | 119.             |
| 147                           | Alan Riou (FRA)         | 131.             |
| Dyrektor sportowy : Yvon Caër |                         |                  |

| Team DSM-Firmenich DSM           | Team DSM-Firmenich DSM    | Team DSM-Firmenich DSM |
| -------------------------------- | ------------------------- | ---------------------- |
| Nr                               | Kolarz                    | Miejsce                |
| 151                              | Florian Stork (GER)       | 51.                    |
| 152                              | Martijn Tusveld (NED)     | 120.                   |
| 153                              | Alexander Edmondson (AUS) | 84.                    |
| 154                              | Nils Eekhoff (NED)        | 111.                   |
| 155                              | Niklas Märkl (GER)        | 74.                    |
| 156                              | Marius Mayrhofer (GER)    | 31.                    |
| 157                              | Tim Naberman (NED)        | 124.                   |
| Dyrektor sportowy : Luke Roberts |                           |                        |

| Team Jayco AlUla JAY              | Team Jayco AlUla JAY          | Team Jayco AlUla JAY |
| --------------------------------- | ----------------------------- | -------------------- |
| Nr                                | Kolarz                        | Miejsce              |
| 161                               | Luke Durbridge (AUS)          | 134.                 |
| 162                               | Felix Engelhardt (GER)        | 71.                  |
| 163                               | Dylan Groenewegen (NED)       | 17.                  |
| 164                               | Elmar Reinders (NED)          | 91.                  |
| 165                               | Christopher Juul-Jensen (DEN) | 122.                 |
| 166                               | Lucas Hamilton (AUS)          | 69.                  |
| 167                               | Lukas Pöstlberger (AUT)       | DNF                  |
| Dyrektor sportowy : Matthew White |                               |                      |

| UAE Team Emirates UAD             | UAE Team Emirates UAD      | UAE Team Emirates UAD |
| --------------------------------- | -------------------------- | --------------------- |
| Nr                                | Kolarz                     | Miejsce               |
| 171                               | Pascal Ackermann (GER)     | 121.                  |
| 172                               | Alessandro Covi (ITA)      | DNF                   |
| 173                               | Vegard Stake Laengen (NOR) | DNF                   |
| 174                               | Marc Hirschi (SUI) (szosa) | 10.                   |
| 175                               | Brandon McNulty (USA)      | 12.                   |
| 176                               | Diego Ulissi (ITA)         | 44.                   |
| 177                               | Tim Wellens (BEL)          | 82.                   |
| Dyrektor sportowy : Fabio Baldato |                            |                       |

| Lotto Dstny LTD                    | Lotto Dstny LTD           | Lotto Dstny LTD |
| ---------------------------------- | ------------------------- | --------------- |
| Nr                                 | Kolarz                    | Miejsce         |
| 181                                | Jarrad Drizners (AUS)     | 105.            |
| 182                                | Johannes Adamietz (GER)   | 135.            |
| 183                                | Cédric Beullens (BEL)     | 64.             |
| 184                                | Arnaud De Lie (BEL)       | 7.              |
| 185                                | Michael Schwarzmann (GER) | 128.            |
| 186                                | Harry Sweeny (AUS)        | 126.            |
| 187                                | Rüdiger Selig (GER)       | 115.            |
| Dyrektor sportowy : Cherie Pridham |                           |                 |

| TotalEnergies TEN                | TotalEnergies TEN          | TotalEnergies TEN |
| -------------------------------- | -------------------------- | ----------------- |
| Nr                               | Kolarz                     | Miejsce           |
| 191                              | Edvald Boasson Hagen (NOR) | 38.               |
| 192                              | Émilien Jeannière (FRA)    | 28.               |
| 193                              | Daniel Oss (ITA)           | 79.               |
| 194                              | Julien Simon (FRA)         | 112.              |
| 195                              | Anthony Turgis (FRA)       | 93.               |
| 196                              | Dries Van Gestel (BEL)     | 14.               |
| 197                              | Mattéo Vercher (FRA)       | 63.               |
| Dyrektor sportowy : Thibaut Macé |                            |                   |

| Israel-Premier Tech IPT        | Israel-Premier Tech IPT      | Israel-Premier Tech IPT |
| ------------------------------ | ---------------------------- | ----------------------- |
| Nr                             | Kolarz                       | Miejsce                 |
| 201                            | Itamar Einhorn (ISR) (szosa) | 114.                    |
| 202                            | Taj Jones (AUS)              | 72.                     |
| 203                            | Giacomo Nizzolo (ITA)        | 29.                     |
| 204                            | Jens Reynders (BEL)          | 73.                     |
| 205                            | Corbin Strong (NZL)          | 27.                     |
| 206                            | Tom Van Asbroeck (BEL)       | 23.                     |
| 207                            | Rick Zabel (GER)             | 62.                     |
| Dyrektor sportowy : Dirk Demol |                              |                         |

| Bora-Hansgrohe BOH                  | Bora-Hansgrohe BOH          | Bora-Hansgrohe BOH |
| ----------------------------------- | --------------------------- | ------------------ |
| Nr                                  | Kolarz                      | Miejsce            |
| 1                                   | Marco Haller (AUT)          | 56.                |
| 2                                   | Patrick Gamper (AUT)        | 68.                |
| 3                                   | Maximilian Schachmann (GER) | 92.                |
| 4                                   | Ryan Mullen (IRL)           | 137.               |
| 5                                   | Nils Politt (GER)           | 8.                 |
| 6                                   | Danny van Poppel (NED)      | 2.                 |
| 7                                   | Sam Bennett (IRL)           | DNF                |
| Dyrektor sportowy : Christian Pömer |                             |                    |

| AG2R Citroën Team ACT                | AG2R Citroën Team ACT   | AG2R Citroën Team ACT |
| ------------------------------------ | ----------------------- | --------------------- |
| Nr                                   | Kolarz                  | Miejsce               |
| 11                                   | Stan Dewulf (BEL)       | 46.                   |
| 12                                   | Pierre Gautherat (FRA)  | 24.                   |
| 13                                   | Lawrence Naesen (BEL)   | 32.                   |
| 14                                   | Oliver Naesen (BEL)     | 65.                   |
| 15                                   | Antoine Raugel (FRA)    | 89.                   |
| 16                                   | Bastien Tronchon (FRA)  | 123.                  |
| 17                                   | Greg Van Avermaet (BEL) | 45.                   |
| Dyrektor sportowy : Artūras Kasputis |                         |                       |

| Alpecin-Deceuninck ADC          | Alpecin-Deceuninck ADC      | Alpecin-Deceuninck ADC |
| ------------------------------- | --------------------------- | ---------------------- |
| Nr                              | Kolarz                      | Miejsce                |
| 21                              | Quinten Hermans (BEL)       | 55.                    |
| 22                              | Fabio Van den Bossche (BEL) | 49.                    |
| 23                              | Ramon Sinkeldam (NED)       | 83.                    |
| 24                              | Kristian Sbaragli (ITA)     | 26.                    |
| 25                              | Oscar Riesebeek (NED)       | 52.                    |
| 26                              | Alexander Krieger (GER)     | 136.                   |
| 27                              | Michael Gogl (AUT)          | 41.                    |
| Dyrektor sportowy : Bart Leysen |                             |                        |

| Astana Qazaqstan Team AST             | Astana Qazaqstan Team AST    | Astana Qazaqstan Team AST |
| ------------------------------------- | ---------------------------- | ------------------------- |
| Nr                                    | Kolarz                       | Miejsce                   |
| 31                                    | Cees Bol (NED)               | 22.                       |
| 32                                    | Leonardo Basso (ITA)         | 130.                      |
| 33                                    | Dmitrij Gruzdiew (KAZ)       | 86.                       |
| 34                                    | Jewgienij Gidicz (KAZ)       | 118.                      |
| 35                                    | Davide Martinelli (ITA)      | 90.                       |
| 36                                    | Simone Velasco (ITA) (szosa) | 40.                       |
| 37                                    | Gleb Syrica                  | 81.                       |
| Dyrektor sportowy : Aleksandr Szefier |                              |                           |

| Bahrain Victorious TBV               | Bahrain Victorious TBV | Bahrain Victorious TBV |
| ------------------------------------ | ---------------------- | ---------------------- |
| Nr                                   | Kolarz                 | Miejsce                |
| 41                                   | Yukiya Arashiro (JPN)  | 37.                    |
| 42                                   | Nikias Arndt (GER)     | 25.                    |
| 43                                   | Nicolo Buratti (ITA)   | 50.                    |
| 44                                   | Matevž Govekar (SLO)   | 34.                    |
| 45                                   | Jonathan Milan (ITA)   | 113.                   |
| 46                                   | Andrea Pasqualon (ITA) | 48.                    |
| 47                                   | Cameron Scott (AUS)    | 125.                   |
| Dyrektor sportowy : Enrico Poitschke |                        |                        |

| Cofidis COF                         | Cofidis COF              | Cofidis COF |
| ----------------------------------- | ------------------------ | ----------- |
| Nr                                  | Kolarz                   | Miejsce     |
| 51                                  | Max Walscheid (GER)      | 85.         |
| 52                                  | André Carvalho (POR)     | 108.        |
| 53                                  | Davide Cimolai (ITA)     | 78.         |
| 55                                  | Alexandre Delettre (FRA) | 36.         |
| 56                                  | Eddy Finé (FRA)          | 109.        |
| 57                                  | Harrison Wood (GBR)      | 75.         |
| Dyrektor sportowy : Roberto Damiani |                          |             |

| EF Education-EasyPost EFE         | EF Education-EasyPost EFE | EF Education-EasyPost EFE |
| --------------------------------- | ------------------------- | ------------------------- |
| Nr                                | Kolarz                    | Miejsce                   |
| 61                                | Alberto Bettiol (ITA)     | 35.                       |
| 62                                | Owain Doull (GBR)         | 18.                       |
| 63                                | Mark Padun (UKR)          | DNF                       |
| 64                                | Jonas Rutsch (GER)        | 42.                       |
| 65                                | James Shaw (GBR)          | 116.                      |
| 66                                | Julius van den Berg (NED) | 33.                       |
| 67                                | Łukasz Wiśniowski (POL)   | 66.                       |
| Dyrektor sportowy : Andreas Klier |                           |                           |

| Groupama-FDJ GFC                    | Groupama-FDJ GFC          | Groupama-FDJ GFC |
| ----------------------------------- | ------------------------- | ---------------- |
| Nr                                  | Kolarz                    | Miejsce          |
| 71                                  | Ignatas Konovalovas (LTU) | 104.             |
| 72                                  | Olivier Le Gac (FRA)      | 102.             |
| 73                                  | Laurence Pithie (NZL)     | 5.               |
| 74                                  | Miles Scotson (AUS)       | 106.             |
| 75                                  | Jake Stewart (GBR)        | 20.              |
| 76                                  | Lars van den Berg (NED)   | 54.              |
| 77                                  | Bram Welten (NED)         | 43.              |
| Dyrektor sportowy : Jussi Veikkanen |                           |                  |

| Ineos Grenadiers IGD               | Ineos Grenadiers IGD   | Ineos Grenadiers IGD |
| ---------------------------------- | ---------------------- | -------------------- |
| Nr                                 | Kolarz                 | Miejsce              |
| 81                                 | Ethan Hayter (GBR)     | 67.                  |
| 82                                 | Luke Rowe (GBR)        | 117.                 |
| 83                                 | Salvatore Puccio (ITA) | 107.                 |
| 84                                 | Connor Swift (GBR)     | 60.                  |
| 85                                 | Joshua Tarling (GBR)   | 99.                  |
| 86                                 | Elia Viviani (ITA)     | 3.                   |
| 87                                 | Cameron Wurf (AUS)     | 133.                 |
| Dyrektor sportowy : Oliver Cookson |                        |                      |

| Intermarché-Circus-Wanty ICW       | Intermarché-Circus-Wanty ICW | Intermarché-Circus-Wanty ICW |
| ---------------------------------- | ---------------------------- | ---------------------------- |
| Nr                                 | Kolarz                       | Miejsce                      |
| 91                                 | Julius Johansen (DEN)        | 94.                          |
| 92                                 | Arne Marit (BEL)             | 21.                          |
| 93                                 | Madis Mihkels (EST)          | 13.                          |
| 94                                 | Adrien Petit (FRA)           | 96.                          |
| 95                                 | Baptiste Planckaert (BEL)    | 87.                          |
| 96                                 | Loïc Vliegen (BEL)           | DNF                          |
| 97                                 | Georg Zimmermann (GER)       | 47.                          |
| Dyrektor sportowy : Steven De Neef |                              |                              |

| Jumbo-Visma TJV                   | Jumbo-Visma TJV          | Jumbo-Visma TJV |
| --------------------------------- | ------------------------ | --------------- |
| Nr                                | Kolarz                   | Miejsce         |
| 101                               | Mick van Dijke (NED)     | 77.             |
| 102                               | Timo Roosen (NED)        | 110.            |
| 103                               | Tim van Dijke (NED)      | 39.             |
| 104                               | Jos van Emden (NED)      | DNF             |
| 105                               | Lennard Hofstede (NED)   | DNF             |
| 106                               | Olav Kooij (NED)         | 16.             |
| 107                               | Tosh Van der Sande (BEL) | 76.             |
| Dyrektor sportowy : Robert Wagner |                          |                 |

| Lidl-Trek LTK                    | Lidl-Trek LTK               | Lidl-Trek LTK |
| -------------------------------- | --------------------------- | ------------- |
| Nr                               | Kolarz                      | Miejsce       |
| 111                              | Dario Cataldo (ITA)         | DNF           |
| 112                              | Daan Hoole (NED)            | 70.           |
| 113                              | Alex Kirsch (LUX) (szosa)   | 101.          |
| 114                              | Emīls Liepiņš (LAT) (szosa) | 80.           |
| 115                              | Mads Pedersen (DEN)         | 1.            |
| 116                              | Toms Skujiņš (LAT)          | 30.           |
| 117                              | Mathias Vacek (CZE) (szosa) | 59.           |
| Dyrektor sportowy : Kim Andersen |                             |               |

| Movistar Team MOV                       | Movistar Team MOV               | Movistar Team MOV |
| --------------------------------------- | ------------------------------- | ----------------- |
| Nr                                      | Kolarz                          | Miejsce           |
| 121                                     | Alex Aranburu (ESP)             | 19.               |
| 122                                     | Albert Torres (ESP)             | 98.               |
| 123                                     | Juri Hollmann (GER)             | 97.               |
| 124                                     | Max Kanter (GER)                | 9.                |
| 125                                     | Gregor Mühlberger (AUT) (szosa) | 58.               |
| 126                                     | Sergio Samitier (ESP)           | 132.              |
| 127                                     | Abner González (PUR)            | 100.              |
| Dyrektor sportowy : Maximilian Sciandri |                                 |                   |

| Soudal Quick-Step SOQ                | Soudal Quick-Step SOQ    | Soudal Quick-Step SOQ |
| ------------------------------------ | ------------------------ | --------------------- |
| Nr                                   | Kolarz                   | Miejsce               |
| 131                                  | Tim Declercq (BEL)       | 88.                   |
| 132                                  | Yves Lampaert (BEL)      | 6.                    |
| 133                                  | Tim Merlier (BEL)        | 95.                   |
| 134                                  | Florian Sénéchal (FRA)   | 11.                   |
| 135                                  | Bert Van Lerberghe (BEL) | 57.                   |
| 136                                  | Stan Van Tricht (BEL)    | 61.                   |
| 137                                  | Ethan Vernon (GBR)       | 15.                   |
| Dyrektor sportowy : Wilfried Peeters |                          |                       |

| Arkéa-Samsic ARK              | Arkéa-Samsic ARK        | Arkéa-Samsic ARK |
| ----------------------------- | ----------------------- | ---------------- |
| Nr                            | Kolarz                  | Miejsce          |
| 141                           | Clément Russo (FRA)     | 103.             |
| 142                           | Anthony Delaplace (FRA) | 53.              |
| 143                           | Matis Louvel (FRA)      | 127.             |
| 144                           | Daniel McLay (GBR)      | 129.             |
| 145                           | Arnaud Démare (FRA)     | 4.               |
| 146                           | Łukasz Owsian (POL)     | 119.             |
| 147                           | Alan Riou (FRA)         | 131.             |
| Dyrektor sportowy : Yvon Caër |                         |                  |

| Team DSM-Firmenich DSM           | Team DSM-Firmenich DSM    | Team DSM-Firmenich DSM |
| -------------------------------- | ------------------------- | ---------------------- |
| Nr                               | Kolarz                    | Miejsce                |
| 151                              | Florian Stork (GER)       | 51.                    |
| 152                              | Martijn Tusveld (NED)     | 120.                   |
| 153                              | Alexander Edmondson (AUS) | 84.                    |
| 154                              | Nils Eekhoff (NED)        | 111.                   |
| 155                              | Niklas Märkl (GER)        | 74.                    |
| 156                              | Marius Mayrhofer (GER)    | 31.                    |
| 157                              | Tim Naberman (NED)        | 124.                   |
| Dyrektor sportowy : Luke Roberts |                           |                        |

| Team Jayco AlUla JAY              | Team Jayco AlUla JAY          | Team Jayco AlUla JAY |
| --------------------------------- | ----------------------------- | -------------------- |
| Nr                                | Kolarz                        | Miejsce              |
| 161                               | Luke Durbridge (AUS)          | 134.                 |
| 162                               | Felix Engelhardt (GER)        | 71.                  |
| 163                               | Dylan Groenewegen (NED)       | 17.                  |
| 164                               | Elmar Reinders (NED)          | 91.                  |
| 165                               | Christopher Juul-Jensen (DEN) | 122.                 |
| 166                               | Lucas Hamilton (AUS)          | 69.                  |
| 167                               | Lukas Pöstlberger (AUT)       | DNF                  |
| Dyrektor sportowy : Matthew White |                               |                      |

| UAE Team Emirates UAD             | UAE Team Emirates UAD      | UAE Team Emirates UAD |
| --------------------------------- | -------------------------- | --------------------- |
| Nr                                | Kolarz                     | Miejsce               |
| 171                               | Pascal Ackermann (GER)     | 121.                  |
| 172                               | Alessandro Covi (ITA)      | DNF                   |
| 173                               | Vegard Stake Laengen (NOR) | DNF                   |
| 174                               | Marc Hirschi (SUI) (szosa) | 10.                   |
| 175                               | Brandon McNulty (USA)      | 12.                   |
| 176                               | Diego Ulissi (ITA)         | 44.                   |
| 177                               | Tim Wellens (BEL)          | 82.                   |
| Dyrektor sportowy : Fabio Baldato |                            |                       |

| Lotto Dstny LTD                    | Lotto Dstny LTD           | Lotto Dstny LTD |
| ---------------------------------- | ------------------------- | --------------- |
| Nr                                 | Kolarz                    | Miejsce         |
| 181                                | Jarrad Drizners (AUS)     | 105.            |
| 182                                | Johannes Adamietz (GER)   | 135.            |
| 183                                | Cédric Beullens (BEL)     | 64.             |
| 184                                | Arnaud De Lie (BEL)       | 7.              |
| 185                                | Michael Schwarzmann (GER) | 128.            |
| 186                                | Harry Sweeny (AUS)        | 126.            |
| 187                                | Rüdiger Selig (GER)       | 115.            |
| Dyrektor sportowy : Cherie Pridham |                           |                 |

| TotalEnergies TEN                | TotalEnergies TEN          | TotalEnergies TEN |
| -------------------------------- | -------------------------- | ----------------- |
| Nr                               | Kolarz                     | Miejsce           |
| 191                              | Edvald Boasson Hagen (NOR) | 38.               |
| 192                              | Émilien Jeannière (FRA)    | 28.               |
| 193                              | Daniel Oss (ITA)           | 79.               |
| 194                              | Julien Simon (FRA)         | 112.              |
| 195                              | Anthony Turgis (FRA)       | 93.               |
| 196                              | Dries Van Gestel (BEL)     | 14.               |
| 197                              | Mattéo Vercher (FRA)       | 63.               |
| Dyrektor sportowy : Thibaut Macé |                            |                   |

| Israel-Premier Tech IPT        | Israel-Premier Tech IPT      | Israel-Premier Tech IPT |
| ------------------------------ | ---------------------------- | ----------------------- |
| Nr                             | Kolarz                       | Miejsce                 |
| 201                            | Itamar Einhorn (ISR) (szosa) | 114.                    |
| 202                            | Taj Jones (AUS)              | 72.                     |
| 203                            | Giacomo Nizzolo (ITA)        | 29.                     |
| 204                            | Jens Reynders (BEL)          | 73.                     |
| 205                            | Corbin Strong (NZL)          | 27.                     |
| 206                            | Tom Van Asbroeck (BEL)       | 23.                     |
| 207                            | Rick Zabel (GER)             | 62.                     |
| Dyrektor sportowy : Dirk Demol |                              |                         |

Legenda: DNF – nie ukończył, OTL – przekroczył limit czasu, DNS – nie wystartował, DSQ – zdyskwalifikowany.

## Klasyfikacja generalna
| \| Klasyfikacja generalna \| Klasyfikacja generalna \| Klasyfikacja generalna \| Klasyfikacja generalna \| Klasyfikacja generalna \| \| Kolarz \| Kolarz \| Państwo \| Drużyna \| Czas \| \| ---------------------- \| ---------------------- \| ---------------------- \| ------------------------ \| ---------------------- \| \| 1. \| Mads Pedersen \| Dania \| Lidl-Trek \| 4h 36' 35" \| \| 2. \| Danny van Poppel \| Holandia \| Bora-Hansgrohe \| + 0" \| \| 3. \| Elia Viviani \| Włochy \| Ineos Grenadiers \| + 0" \| \| 4. \| Arnaud Démare \| Francja \| Arkéa-Samsic \| + 0" \| \| 5. \| Laurence Pithie \| Nowa Zelandia \| Groupama-FDJ \| + 0" \| \| 6. \| Yves Lampaert \| Belgia \| Soudal Quick-Step \| + 0" \| \| 7. \| Arnaud De Lie \| Belgia \| Lotto Dstny \| + 0" \| \| 8. \| Nils Politt \| Niemcy \| Bora-Hansgrohe \| + 0" \| \| 9. \| Max Kanter \| Niemcy \| Movistar Team \| + 0" \| \| 10. \| Marc Hirschi \| Szwajcaria \| UAE Team Emirates \| + 0" \| \| 11. \| Florian Sénéchal \| Francja \| Soudal Quick-Step \| + 0" \| \| 12. \| Brandon McNulty \| Stany Zjednoczone \| UAE Team Emirates \| + 0" \| \| 13. \| Madis Mihkels \| Estonia \| Intermarché-Circus-Wanty \| + 0" \| \| 14. \| Dries Van Gestel \| Belgia \| TotalEnergies \| + 0" \| \| 15. \| Ethan Vernon \| Wielka Brytania \| Soudal Quick-Step \| + 0" \| \| 16. \| Olav Kooij \| Holandia \| Jumbo-Visma \| + 0" \| \| 17. \| Dylan Groenewegen \| Holandia \| Team Jayco AlUla \| + 0" \| \| 18. \| Owain Doull \| Wielka Brytania \| EF Education-EasyPost \| + 0" \| \| 19. \| Alex Aranburu \| Hiszpania \| Movistar Team \| + 0" \| \| 20. \| Jake Stewart \| Wielka Brytania \| Groupama-FDJ \| + 0" \| |                   |                   |                          |            |
| |                   |                   |                          |            |
| Źródło: ProCyclingStats |                   |                   |                          |            |
| Klasyfikacja generalna |                   |                   |                          |            |
| Kolarz | Kolarz            | Państwo           | Drużyna                  | Czas       |
| 1. | Mads Pedersen     | Dania             | Lidl-Trek                | 4h 36' 35" |
| 2. | Danny van Poppel  | Holandia          | Bora-Hansgrohe           | + 0"       |
| 3. | Elia Viviani      | Włochy            | Ineos Grenadiers         | + 0"       |
| 4. | Arnaud Démare     | Francja           | Arkéa-Samsic             | + 0"       |
| 5. | Laurence Pithie   | Nowa Zelandia     | Groupama-FDJ             | + 0"       |
| 6. | Yves Lampaert     | Belgia            | Soudal Quick-Step        | + 0"       |
| 7. | Arnaud De Lie     | Belgia            | Lotto Dstny              | + 0"       |
| 8. | Nils Politt       | Niemcy            | Bora-Hansgrohe           | + 0"       |
| 9. | Max Kanter        | Niemcy            | Movistar Team            | + 0"       |
| 10. | Marc Hirschi      | Szwajcaria        | UAE Team Emirates        | + 0"       |
| 11. | Florian Sénéchal  | Francja           | Soudal Quick-Step        | + 0"       |
| 12. | Brandon McNulty   | Stany Zjednoczone | UAE Team Emirates        | + 0"       |
| 13. | Madis Mihkels     | Estonia           | Intermarché-Circus-Wanty | + 0"       |
| 14. | Dries Van Gestel  | Belgia            | TotalEnergies            | + 0"       |
| 15. | Ethan Vernon      | Wielka Brytania   | Soudal Quick-Step        | + 0"       |
| 16. | Olav Kooij        | Holandia          | Jumbo-Visma              | + 0"       |
| 17. | Dylan Groenewegen | Holandia          | Team Jayco AlUla         | + 0"       |
| 18. | Owain Doull       | Wielka Brytania   | EF Education-EasyPost    | + 0"       |
| 19. | Alex Aranburu     | Hiszpania         | Movistar Team            | + 0"       |
| 20. | Jake Stewart      | Wielka Brytania   | Groupama-FDJ             | + 0"       |